# 法尔孔拟隆胎鳚
法爾孔擬隆胎鳚（學名：Emblemariopsis falcon），為輻鰭魚綱鳚形目煙管鳚科擬隆胎鳚屬的一種，分布於西大西洋委內瑞拉海域，深度10-12公尺，本魚身體細長纖細，吻部短鈍，眼睛上方有一條短而簡單的觸鬚，無側線、無鱗片，背鰭硬棘20-21枚、背鰭軟條12-14枚，雄魚頭部為黑色，背鰭前端基部白色，中心黑色，外圈紅色帶上下邊緣為白色，背鰭棘狀中心淡紅色，有黑色斑點，頭部下部及鰓蓋部顏色較淺，有一系列黑白條紋。雌魚前背棘長，有白色和棕色條紋，尖端為粉紅色，頭部下部有深色斑點，背鰭和臀鰭有深色射線和白色斑點，體長可達2.5公分，棲息在礁石區，通常躲在空蠕蟲管，以浮游動物為食，雌魚產附著性卵，由雄魚守護魚卵，生活習性不明。